# La Haye-de-Calleville
La Haye-de-Calleville é uma comuna francesa na região administrativa da Normandia, no departamento de Eure. Estende-se por uma área de 2,95 km². Em 2010 a comuna tinha 264 habitantes (densidade: 89,5 hab./km²).